# Ulrich Nenninger
Ulrich Nenninger (* in Heilbronn; † 1451 in Heilbronn) war 1441 bis 1446 und 1451 Bürgermeister der Reichsstadt Heilbronn. Außerdem war er Vogt von Flein.
Ulrich Nenninger war 1434 und 1448 Richter und bekam am 5. August 1442 einen kaiserlichen Wappenbrief. Neben den Erer durften auch die Nenninger als Vertreter der Stadt Reichslehen in Empfang nehmen.

## Leben und Wirken
- Am 9. Juni 1441 wird beurkundet, dass den Bürgermeistern Nenninger und Mettelbach (Kaspar) der Böckinger Berg zugesprochen wurde.[1]
- Am 30. Mai 1442 wird der Rechtsstreit beurkundet, in dem es um die Beanspruchung auf das Dorf Frankenbach zwischen Heilbronn und dessen Vertreter Bürgermeister Nenninger und Merklin einerseits und Göler andererseits geht.[2]
- Am 24. März 1443 erlangt Vertretungsbefugnis im Rechtsstreit Heilbronn/Binkesser[3]
- Im Jahre 1444 werden die Bürgermeister Nenninger und Mettelbach erwähnt.[4]
- Am 8. April 1444 wird beurkundet, dass Bürgermeister Nenninger bei der Testamentierung zugegen ist.[5]
- Am 19. März 1445 wird beurkundet, dass Heilbronn vertreten durch die Bürgermeister Erer und Nenninger noch im Rechtsstreit Göler /Heilbronn wegen Frankenbachs sind, zugegen ist auch Graf Hesse von Leiningen, Hofmeister des Pfalzgrafen Ludwig und Eberhard von Neipperg (interessant um Rechtsstreit Klingenberg)[6]
- Im Jahre 1446 beurkundet der Bürgermeister Nenninger die Stiftungsurkunde Merklin[7]
- Im Jahr 1451 beurkundet der Bürgermeister Ulrich Nenninger eine Mitgift und ein Vermächtnis[8]

Das Wappen der Nenninger stellt einen aufrechtstehenden goldfarbenen Hirsch dar, der sich nach links wendet. Das Ganze ist vor einem roten Hintergrund gegeben.